# Dorothea Klumpke
Dorothea Klumpke Roberts (San Francisco, 9 d'agost de 1861-San Francisco, 5 d'octubre de 1942) fou una astrònoma estatunidenca. Va estudiar a la Universitat de París, on va obtenir el seu doctorat. Va ser directora del Bureau des Longitudes a l'Observatori de París. Va ser escollida "Chevalier" de la Légion d'Honneur.

## Biografia
El seu pare, John Gerard Klumpke (1825-1917), va ser un immigrant alemany que havia arribat a Califòrnia el 1850 amb la Gold Rush i després es va convertir en un corredor immobiliari d'èxit a San Francisco. Es va casar amb Dorothea Mathilda Tolle el 1855 i van crear una família de cinc filles i dos fills. El 1877 es va traslladar a París, França, mentre que a les seves quatre germanes les van inscriure a escoles d'Alemanya i Suïssa. Totes les germanes van fer carreres importants: Anna Elizabeth Klumpke, pintora i companya de la gran pintora d'animals Rosa Bonheur; Julia Klumpke, violinista i compositora; Mathilda, pianista i alumna d'Anton-François Marmontel, i Augusta, neuròloga, que amb el seu marit i metge, Joseph Jules Dejerine, van establir una clínica i van escriure nombrosos treballs.
Dorothea va estudiar a la Universitat de París i va començar a estudiar música, però després es va dedicar a l'astronomia. Va obtenir el títol de llicenciatura el 1886 i el doctorat el 1893. El 1887 va ocupar una plaça a l'Observatori de París. Aquí va treballar amb Guillaume Bigourdan i Lipót Schulhof, i més tard amb els astrofotògrafs pioners Paul i Prosper Henry, que treballaven amb un refractor de 34 cm i fotografiaven els planetes menors (asteroides). El seu treball consistia a mesurar posicions d'estrelles, processar astrofotografies, estudiar espectres estelars i meteorits.

## Treball
El 1886 Sir David Gill va proposar un mapa del cel. La idea va rebre un suport entusiasta, especialment del Director de l'Observatori de París, l'amirall Amédée Mouchez, que va suggerir una reunió internacional a París. Això va conduir al projecte Carte du Ciel que va obligar a fotografiar tot el cel i mostrar estrelles tan febles com les de magnitud 14. L'Observatori de París va contribuir fent una part important del cel. També es va plantejar que es redactés un catàleg de totes les estrelles de magnitud 11.
Malgrat ser dona i davant la feroç competència de 50 homes, va aconseguir el càrrec de directora de l'Oficina de Mesures de l'Observatori de París.
El 1896 va navegar a Noruega en el vaixell noruec Norse King, per observar l'eclipsi solar del 9 d'agost de 1896. L'eclipsi no va ser un èxit a causa dels núvols. Es va reunir amb el Dr. Isaac Roberts, un vidu gal·lès de 67 anys i empresari convertit en astrònom, que havia esdevingut un pioner de l'astrofotografia. Havia assistit al Congrés Carte du Ciel de París. Roberts havia equipat el seu observatori privat amb un reflector i una càmera de 50 cm, i un refractor de Cooke de 13 cm.
El 1899, els astrònoms havien pronosticat una gran pluja de meteorits ara coneguda com a Leònids. Els francesos van triar una astrònoma -Dorothea Klumpke- per ser el que viatges en un globus per observar la pluja: la pluja va acabar amb un fracàs total.
Cinc anys després de la seva reunió, Dorothea i Isaac es van casar el 1901 i es van quedar a casa seva de Sussex. Dorothea va deixar la seva feina a l'Observatori de París per estar amb Isaac, a qual va ajudar en un projecte per fotografiar les 52 de les "àrees de nebulositat" de Herschel. El seu matrimoni va acabar després de poc temps degut a la mort d'Isaac el 1904. Dorothea va heretar tots els seu material astronòmic i una fortuna considerable.
Dorothea va romandre a la casa de Sussex i va completar la fotografia de les 52 àrees, després de la qual va anar a quedar-se amb la seva mare i la seva germana, Anna, al Chateau Rosa Bonheur, prenent tot el conjunt de plaques fotogràfiques. Va tornar a l'Observatori de París i va passar 25 anys processant les plaques i les notes d'Isaac, publicant periòdicament els treballs sobre els resultats. El 1929 va publicar un catàleg complet de l'enquesta "L'Atles Isaac Roberts de 52 regions, una guia dels camps de Nebulosa de William Herschel". Va ser guardonada amb el premi Hèléne-Paul Helbronner el 1932 de l'Acadèmia de Ciències Francesa per a aquesta publicació.
A través d'una donació de Dorothea en honor del seu difunt marit, la Société astronomique de France va establir el Premi Dorothea Klumpke-Isaac Roberts per fomentar l'estudi de les nebuloses àmplies i difuses de William Herschel, els objectes obscurs de Barnard, o els núvols còsmics de RP Hagen. Aquest premi biennal es va donar per primera vegada el 1931 i continua avui.
Dorothea Klumpke va morir el 5 d'octubre de 1942, després d'uns anys amb mala salut.